# Перекопська вулиця (Євпаторія)
Перекопська вулиця — вулиця у місті Євпаторія. Пролягає від вулиці Матвєєва до автомобільного кільця на перетині вулиць Ескадронної, Вільної та Новосілковського шосе. Знаходиться у старій частині міста.
На карті Євпаторії 1914 року в путівнику Григорія Москвича на початку Перекопської вулиці знаходився Аглик базар.

## Пам'ятки архітектури та історії
- № 5 — торгові ряди В. Каракоза XIX століття. Будівля є пам'яткою культурної спадщини муніципального рівня[2][3].

## Особистості
На Перекопській вулиці знаходилися хлібні комори, що перебували у володінні караїмського благодійника Гелела Гелеловича. Нині на цьому місці житлові будинки та поштове відділення.